# Pachynus chelatum
Pachynus chelatum is een vlokreeftensoort uit de familie van de Pachynidae. De wetenschappelijke naam van de soort is voor het eerst geldig gepubliceerd in 1955 door Bulycheva.